# Distretto di Mueang Ratchaburi
Il distretto di Mueang Ratchaburi (in thailandese: เมืองราชบุรี) è un distretto (amphoe) della Thailandia, situato nella provincia di Ratchaburi, della quale è il capoluogo.